# 黑门山

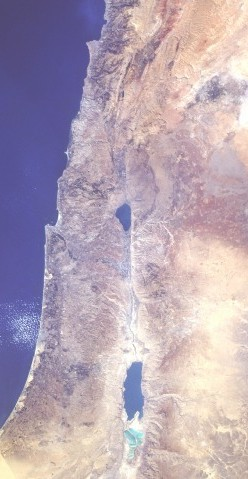
黑門山（照片上方）是大部分约旦河水的源頭

黑门山（羅馬化：Har Hermon，羅馬化：Jabal al-Shaykh，直译：「谢赫之山」），又名西雲山、赫蒙山、赫爾蒙山、黑蒙山、谢赫山，是一座位於東黎巴嫩山脈南部的山，最高峰海拔为2,814米。顶峰位于叙利亚和黎巴嫩。在1967年六日战争中以色列获胜后，黑门山的南坡和西坡归属以色列控制。1980年，山脉的这一部分和戈兰高地被以色列单方面合并。

## 地理
黑门山占地面积约为1000平方公里，其中大约70 km²在以色列控制之下。

## 圣经历史
黑門山山坡上的村庄里有各种宗教场所。
黑門山的名字与闪族词根hrm有关，意思是“禁忌”或“奉献”，而阿拉伯语al-haram则意为“神圣的圈地”。

### 罗马时代晚期的宗教重要性
尤西比乌斯在他的作品“Onomasticon”中认识到黑門的宗教重要性（可能写于4世纪的前25年），并说“直到今天，巴尼亚斯和黎巴嫩前面的山脉被称为黑門，并被国家视为庇护所”。

## 現況
自1981年起，以色列在佔領區以戈蘭高地法律管治。黑門山現時是以色列的唯一滑雪渡假區，包括有一系列適合初學者、中級及專家級的滑雪愛好者使用的場地。

## 以色列村落
現時在以色列控制地區有三個村落，分別為：
- 迈季代勒舍姆斯
- Neve Ativ
- Nimrod

## 附註
1. ↑  民政部地名研究所 (编). . . 北京: 中国社会出版社: 1093. 2017-05. ISBN 978-7-5087-5525-0. OCLC 1121629943. OL 28272719M. NLC 009152391.（简体中文）
2. ↑  周定国 (编). . . 北京: 中国对外翻译出版公司: 381. 2007-10. ISBN 978-7-500-10753-8. OCLC 885528603. OL 23943703M. NLC 003756704.（简体中文）
3. 1 2  E. A. Myers. . Cambridge University Press. 11 February 2010: 65–  [18 September 2012]. ISBN 978-0-521-51887-1. （原始内容存档于2019-07-16）.